# Dorcadion decipiens
Dorcadion decipiens là một loài bọ cánh cứng trong họ Cerambycidae.